# Myrmecaelurus werneri
Myrmecaelurus werneri là một loài côn trùng trong họ Myrmeleontidae thuộc bộ Neuroptera. Loài này được Klapálek miêu tả năm 1914.